# Kontravægt
En kontravægt eller en modvægt er en eller flere tunge dele, ofte af stål eller beton, der monteres på maskiner for at undgå at de vælter når de løfter tunge emner.
Kontravægte ses oftest på gaffeltrucks, mobilkraner og gravemaskiner, men også andre maskiner og redskaber benytter modvægtsprincippet.
Vægtens funktion er at erstatte eller supplere støtteben eller støttehjul på den side hvor byrden løftes, ved at tyngdepunktet rykkes tættere på maskinens lodrette akse.
Kontravægte kan laves på mange måder, lige fra den traktormonterede olietromle fyldt med sten eller beton, over betonfliser stablet indtil den korrekte modvægt nås, og op til store specielt udformede stålklodser der skal transporteres på en blokvogn.